# Tales of Innocence
Tales of Innocence (テイルズオブイノセンス Teiruzu obu Inosensu?) es el noveno título de la serie de juegos Tales of para la Nintendo DS. El juego fue desarrollado por Alfa System, y fue distribuido el 6 de diciembre de 2007 en Japón. Como viene siendo tradición, el lema de Tales of Innocence es RPG Para Unir Pensamientos (想いを繋ぐRPG Omoi o tsunagu RPG?). No sabe si el juego será lanzado más allá de Japón de momento. Los diseños de personajes son de Mutsumi Inomata. La animación de introducción fue realizada por Production I.G.. La canción de entrada es "Follow the Nightingale", y la usada al final del juego es "Say Goodbye & Good Day", ambas de Kokia. El juego está enteramente realizado en 3D. El sistema de batalla usado en el juego se llama Dimension Stride Linear Motion Battle System, que contiene elementos del sistema de batalla de Tales of the Abyss, Flex Range Linear Motion Battle System y del sistema de PS2 Tales of Destiny, Aerial Linear Motion Battle System.

## Historia
La Capital Imperial, Regnum, se ha mantenido en paz durante una larga guerra mundial. Poco a poco aparece gente con un "poder especial" en el mundo. Temidos por la gente normal, Regnum ha impuesto una ley para capturar a toda esa gente con poderes especiales. Un día, Ruca, el hijo de un mercader de Regnum, descubre que su interior alberga un poder especial...

## Personajes
Tales of Innocence tiene seis personajes jugables a lo largo de la historia.
- Ruca Milda, el protagonista del juego, vive en la Capital Regnum Imperial y es un buen y tímido estudiante, víctima de burlas por parte de otros chicos.
- Iria Animi es la impulsiva y a veces gruñona heroína del juego, que huye de su pueblo natal al ser buscada por un misterioso grupo. Una pequeña y extraña criatura llamada Coda la sigue.
- Spada Belforma es un valeroso joven, procedente de una familia de alto estatus, de la que ha cortado lazos por razones desconocidas.
- Ricardo Soldato es un experimentado mercenario equipado con un rifle y bayoneta, con una impresionante habilidad para su manejo, que se encuentra con Ruca.
- Hermana Larmo es una chica joven que se quedó huérfana debido a las recientes guerras, que se mueve a su ritmo.
- Ange Serena es hermana en un santuario de ciudad. Posee poderes de curación, por lo que la gente la llama "mujer sagrada". Es muy consciente de los problemas políticos que afectan a la sociedad.

El juego incorpora además un grupo de villanos que se oponen al grupo. Mathias es la cabecilla del grupo religioso Arka, que persigue a Iria. Siempre lleva ropas holgadas que ocultan la apariencia de su cara. Gardle es un hombre de otro mundo que se encuentra flotando, que siente afección por él, y pretende protegerlo con sus poderes. Hasta Ekstermi es un hombre con una extraña manera de hablar, armado con una lanza, y que persigue a Ricardo. Oswald Fan Kuruela es el comandante de la armada de Regnum. Tiene un parche en el ojo, y parece ser parte de una organización secreta. Thitose Cxarma es una miembro del grupo religioso Arka, que parece tener alguna conexión con Ruca, y mantiene una enemistad con Iria. 
Sian Tenebro es un chico huérfano de piel oscura que fue rescatado por Mathias. No confía en nadie salvo en Mathias y los dos perros que le acompañan. 
Albert Grandeioza es un chico de la real familia de Tenos, en un país del norte que se opone a Regnum. Parece tener alguna conexión con Ange.

## Jugabilidad

### Sistema de Combate
Tales of Innocence usa el sistema de batalla llamado "Dimension Stride Linear Motion Battle System" (DS-LMBS). Combina los sistemas de batalla de Tales of the Abyss y del remake en PS2 de Tales of Destiny, y permite a los jugadores moverse por el campo de batalla con libre movimiento en 3D y usar ataques y habilidades en el aire.
Tales of Innocence incluye varios elementos típicos de la saga, tales como Gald (Áurex según las traducciones españolas), GRADE (Rango), Hi-Ougi, y objetos, además de varios cambios, como que el Gald y los objetos son recogidos del suelo después de que un enemigo haya sido derrotado, y una puntuación en forma de letra dependiendo de cómo ha ido la batalla. El juego cambia además el sistema de IA. En vez de sólo haber comandos básicos, los jugadores pueden asignar cinco comandos específicos a los personajes controlados por la IA, cada uno con su propio nivel de prioridad. Los jugadores pueden crear y elegir entre cinco combinaciones diferentes para ajustarse a las diferentes situaciones.
Todos los personajes tienen una "Barra de Tensión". Al llenarse esta, el personaje entra en un estado de 'Despertar', similar a lo que pasaba en Tales of Symphonia y Tales of the Abyss' con el estado "Overlimit". La velocidad de movimiento y el poder de ataque aumentan, así como se reduce el consumo de TP y el tiempo de conjuro de un hechizo, permitiendo realizar poderosos ataques y combos más largos. Si un miembro del grupo llega a ese estado, se puede activar "Infinity Jam", que permite a los jugadores crear una larga combinación de ataques en un periodo muy corto de tiempo, y cambiar de un personaje a otro de los 3 en batalla libremente para conectar fácilmente los ataques, similar a los ataques en Unísono en Tales of Symphonia y el modo Clímax en Tales of Legendia.

### Sistema de habilidades
Los personajes en Tales of Innocence pueden tener su propio "Estilo". Los jugadores pueden equipar un estilo a un personaje, y cada estilo otorga al personaje distintos parámetros. Los estilos suben de nivel, y cuando suben suficientemente de nivel, el personaje recibe habilidades para usar en batalla o fuera de ellas. En las armerías de todo el mundo, los jugadores pueden añadir habilidades a las armas con materiales encontrados a lo largo del juego, permitiendo personalizar las armas y hacerlas únicas, dando habilidades como veneno o parálisis.

### Guild
Elemento que vuelve de Tales of the World: Radiant Mythology, Innocence usa una "Guild", un lugar donde los jugadores pueden aceptar pedidos, misiones, o favores a cambio de Gald, Rango, u otro tipo de recompensas. Las mazmorras se componen de mapas generados aleatoriamente, que retan al jugador en cada misión . Cuando la misión es completada, el jugador gana Puntos de Guild. Cuando el jugador tiene suficientes  Puntos, su rango de Guild sube, permitiéndole acceder a misiones más complicadas, con posiblemente mejores recompensas.

## Desarrollo
Tales of Innocence fue anunciado en julio en la revista Famitsu, a la vez que Tales of Symphonia: Dawn of the New World para Wii, una secuela spin-off de Tales of Symphonia, Tales of Destiny Director's Cut, una versión extendida del remake de PS2 Tales of Destiny, y un port de Tales of Rebirth para la PSP. Tales of Innocence se usó para presentar la Nintendo DS como la "plataforma principal" para los Tales, aunque luego se añadió que se aplicaba simplemente a ese año. 
Luego, el juego se añadió a la página oficial para los juegos 'Tales of' de Namco, y noticias como opción de juego inalámbrico, Hi Ougis, Infinity Jam, y más aparecieron después en artículos de revistas.
El 6 de noviembre, Namco añadió el "Staff Voice", un blog en el que los desarrolladores del juego pueden poner información acerca del desarrollo y elementos del juego. El primer anuncio fue que el juego daría la posibilidad de elegir el borde alrededor del personaje, una línea negra que otorga a los personajes un aspecto cel shading. Otro anuncio fue el del "Voice Adventure DVD", un objeto adquirido con la reserva del juego, que consistía un DVD en el que según las decisiones que la persona tomase, cambiaría el final, teniendo malas o buenas consecuencias. Luego se añadió que la pantalla de abajo se usaría para mostrar los mapas.

## Recepción
Tales of Innocence recibió  9/9/9/8 (35/40) como puntuación en la revista Famitsu.

## Manga
Existe un manga basado en Tales of Innocence dibujado por Hiroyuki Kaido y publicado en Japón por Shueisha el 2 de noviembre de 2007 y aún sigue en marcha.